# Teresa Agüesca

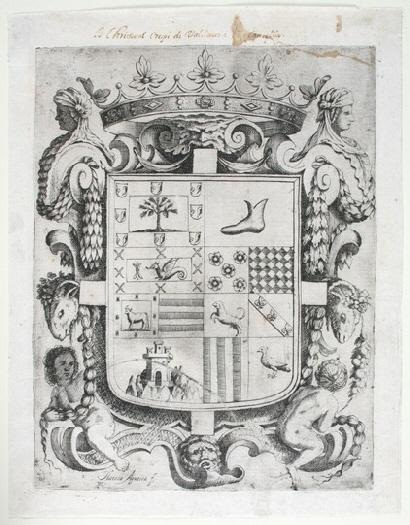
Escudo de armas de Cristóbal Crespi de Valdaura, aguafuerte, Museo de Huesca.

Teresa Agüesca Rossis fue una grabadora calcográfica nacida en Huesca en 1654, hija del grabador Juan Jerónimo Agüesca que falleció cuando Teresa apenas había cumplido un año. 

## Biografía
Formada con su tío Lorenzo Agüesca, presbítero y grabador, con solo nueve años firmó como inventora y grabadora una estampa de San Antonio de Padua con el Niño Jesús.
Se conocen también diversos escudos de armas grabados en hueco por Teresa Agüesca, firmados pero no fechados, entre ellos los de Cristóbal Crespí de Valldaura, del que un ejemplar se encuentra en el Museo de Huesca, el del obispo de la diócesis oscense Fernando Sada y Azcona, el de Adrián Sada y Azcona, del Consejo de su Majestad en la Real Hacienda, y el de Allue, general de la Orden de la Merced, además de un escudo de armas de la propia ciudad de Huesca.